# Ernst Fast
Ernst Robert Efraim Fast (Estocolm, 21 de gener de 1881 - Husby-Ärlinghundra, 26 d'octubre de 1959) fou un atleta suec, especialista en curses de fons i maratons que va córrer al tombant del segle xx.
El 1900 va prendre part en els Jocs Olímpics de París, en què guanyà la medalla de bronze en la Marató, en quedar per darrere dels francesos Michel Théato i Émile Champion.